# Orgilus punctatus
Orgilus punctatus är en stekelart som först beskrevs av Beyr 1959.  Orgilus punctatus ingår i släktet Orgilus och familjen bracksteklar. Inga underarter finns listade i Catalogue of Life.